# Dead Heart in a Dead World
A Dead Heart in a Dead World című album az amerikai Nevermore együttes negyedik nagylemeze, amely 2000-ben jelent meg a Century Media kiadó gondozásában. A Dead Heart in a Dead World volt az első Nevermore-album, amelynek nem Neil Kernon volt a producere, hanem Andy Sneap. Az 1995-ös bemutatkozó album óta ez volt az első lemez, amelyet újra négyes felállásban rögzítettek. A lemez újfajta megszólalása nem csak az új producernek, hanem annak is köszönhető, hogy itt játszott először héthúros gitáron Jeff Loomis.
A Nevermore legnagyobb slágereinek többsége ezen a lemezen található, mint például a kislemezen is kiadott Believe in Nothing, illetve a Narcosynthesis, a The Heart Collector, a címadó Dead Heart in a Dead World, és a Simon and Garfunkel feldolgozás The Sounds of Silence. A lemezen a korábban megszokottnál több ballada is hallható. A Dead Heart in a Dead World rengeteg új rajongót szerzett a Nevermore-nak.
A Nevermore rajongók legnagyobb megdöbbenésére az eredeti megjelenés után pár hónappal a Century Media újra piacra dobta az albumot egy 5000 példányra limitált boxset változatban, amihez három bónusz dalt csatoltak, így aki ezeket a számokat is be akarta gyűjteni, annak újból meg kellett venni a lemezt.

## Az album dalai
1. Narcosynthesis – 5:31
2. We Disintegrate – 5:11
3. Inside Four Walls – 4:39
4. Evolution 169 – 5:51
5. The River Dragon Has Come – 5:05
6. The Heart Collector – 5:55
7. Engines of Hate – 4:42
8. The Sounds of Silence (Simon and Garfunkel feldolgozás) – 5:13
9. Insignificant – 4:56
10. Believe in Nothing – 4:21
11. Dead Heart in a Dead World – 5:08

Multimédia bónuszok
- Next in Line (video)
- What Tomorrow Knows (video)

A limitált kiadás bónusz dalai
1. Love Bites (Judas Priest-feldolgozás) – 5:22
2. All the Cowards Hide – 5:55
3. Chances Three – 3:02

## Közreműködők
- Warrel Dane – ének
- Jeff Loomis – gitár
- Jim Sheppard – basszusgitár
- Van Williams – dobok

## Külső hivatkozások
- Nevermore hivatalos honlap Archiválva 2005. augusztus 15-i dátummal a Wayback Machine-ben
- Nevermore a MySpace-en
- Nevermore a Last.fm-en